# Библиография Александра Куприна
Александр Иванович Куприн — мастер литературного пейзажа и всего, что связано с внешним, визуальным, обонятельным восприятием жизни и характером человека. Портрет, психология, речь — проработаны в произведениях Куприна до мельчайших нюансов.

## Повести и романы
- 1892 — «Впотьмах»
- 1896 — «Молох»
- 1897 — «Прапорщик армейский»
- 1898 — «Олеся»
- 1900 — «На переломе (Кадеты)»
- 1905 — «Поединок»
- 1908 — «Суламифь»[2]
- 1909—1915 — «Яма»
- 1910 — «Гранатовый браслет»
- 1913 — «Жидкое солнце»
- 1917 — «Звезда Соломона»
- 1928 — «Купол св. Исаакия Далматского»
- 1929 — «Колесо времени» (по авторскому определению, роман)
- 1928—1932 — «Юнкера» (роман)
- 1933 — «Жанета» (по авторскому определению, роман)

## Рассказы
- 1889 — «Последний дебют»
- 1892 — «Психея»
- 1893 — «Лунной ночью»
- 1894 — «Дознание», «Славянская душа», «Куст сирени», «Негласная ревизия», «К славе», «Безумие», «На разъезде», «Аль-Исса», «Забытый поцелуй», «О том, как профессор Леопарди ставил мне голос»
- 1895 — «Воробей», «Игрушка», «В зверинце», «Просительница», «Картина», «Страшная минута», «Мясо», «Без заглавия», «Ночлег», «Миллионер», «Пиратка», «Лолли», «Святая любовь», «Локон», «Столетник», «Жизнь»
- 1896 — «Странный случай», «Бонза», «Ужас», «Наталья Давыдовна», «Полубог», «Блаженный», «Кровать», «Сказка», «Кляча», «Чужой хлеб», «Друзья», «Марианна», «Собачье счастье», «На реке»
- 1897 — «Сильнее смерти», «Чары», «Каприз», «Первенец», «Нарцисс», «Брегет», «Первый встречный», «Путаница», «Чудесный доктор», «Барбос и Жулька», «Детский сад», «Allez!»
- 1898 — «Одиночество», «Лесная глушь»
- 1899 — «Ночная смена», «Счастливая карта», «В недрах земли»
- 1900 — «Дух века», «Погибшая сила», «Тапёр», «Палач»
- 1901 — «Сентиментальный роман», «Осенние цветы», «По заказу», «Поход», «В цирке», «Серебряный волк»
- 1902 — «На покое», «Болото»
- 1903 — «Трус», «Конокрады», «Как я был актёром», «Белый пудель», «Корь»
- 1904 — «Вечерний гость», «Мирное житие», «Угар», «Жидовка», «Брильянты», «Пустые дачи», «Белые ночи», «С улицы»
- 1905 — «Чёрный туман», «Жрец», «Тост», «Штабс-капитан Рыбников[англ.]», «Хорошее общество»
- 1906 — «Искусство», «Убийца», «Река жизни», «Счастье», «Легенда», «Демир-Кая», «Обида»
- 1907 — «Бред», «Изумруд», «Мелюзга», «Слон», «Сказочки», «Механическое правосудие», «Исполины», «Гамбринус»
- 1908 — «Морская болезнь», «Свадьба», «Последнее слово», «Ученик», «Мой паспорт»
- 1909 — «Бедный принц»
- 1910 — «По-семейному», «Леночка», «В клетке зверя», «В трамвае»[3]
- 1911 — «Телеграфист», «Начальница тяги», «Королевский парк», «Белая акация»
- 1912 — «Травка», «Чёрная молния»
- 1913 — «Анафема», «Слоновья прогулка», «Капитан», «Светлый конец», «Черная молния»
- 1914 — «Святая ложь»
- 1915 — «Гоголь-моголь», «Запечатанные младенцы», «Фиалки»
- 1916 — «Сапсан», «Груня», «Канталупы»
- 1917 — «Сашка и Яшка», «Храбрые беглецы», «Скворцы»
- 1918 — «Пегие лошади», «Гусеница», «Царский писарь»
- 1919 — «Последний из буржуев»
- 1920 — «Лимонная корка», «Сказка»
- 1923 — «Однорукий комендант», «Судьба»
- 1924 — «Пощёчина»
- 1925 — «Ю-ю»
- 1926 — «Дочь великого Барнума»
- 1927 — «Синяя звезда», «Пуделинный язык»
- 1928 — «Инна», «Завирайка»
- 1928 — «Тень императора»
- 1929 — «Скрипка Паганини», «Ольга Сур», «Геро, Леандр и пастух», «Соловей»
- 1931 — «Потерянное сердце»
- 1933 — «Ночная фиалка», «Блондель»
- 1934 — «Последние рыцари», «Ральф»

## Пьесы и киносценарии
- 1897 — «Клоун»
- 1900 — «Грань столетия» (в соавторстве с М. Н. Киселёвым)
- 1909 — «На покое» (в соавторстве с А. И. Свирским )
- 1914 — «Лейтенант фон-Пляшке»
- 1920 — «Через десять лет»
- 1921 — «Публичный торг»
- 1922 — «Рахиль» (киносценарий)
- 1916 — «Моя звезда« (киносценарий, не закончен)

## Очерки и публицистика
- 1895—1897 — «Киевские типы», цикл очерков:
  - «Студент-драгун»
  - «Днепровский мореход»
  - «Будущая Патти»
  - «Лжесвидетель»
  - «Певчий»
  - «Пожарный»
  - «Квартирная хозяйка»
  - «Босяк»
  - «Вор»
  - «Художник»
  - «Стрелки»
  - «Заяц»
  - «Доктор»
  - «Ханжушка»
  - «Бенефициант»
  - «Поставщик карточек»
- 1899 — «На глухарей»
- 1900 — Путевые картинки:
  - От Киева до Ростова-на-Дону
  - От Ростова до Новороссийска. Легенда о черкесах. Тоннели.
- 1901 — «Царицынское пожарище»
- 1904 — «Памяти Чехова»
- 1905 — «События в Севастополе»; «Сны»
- 1908 — «Немножко Финляндии»
- 1907—1911 — цикл очерков «Листригоны»
- 1909 — «Не трогайте нашего языка». О русскоязычных писателях-евреях. (Письмо А. И. Куприна Ф. Д. Батюшкову от 18 марта 1909 г. Хранится в Отделе рукописей Института русской литературы (Пушкинский дом) АН СССР. Фонд 20, ед. хран. 15.125.ХСб 1.)
- 1918 — «Все качества»
- 1918 — «Тришка Будильник» (сборник политических фельетонов) 
  - «Дневник ущемлённого интеллигента»
  - «Каломель»
  - «Тришка Будильник (Недоразумение) (Гротеск)»
  - «Великий князь Михаил Александрович»
- 1921 — «Ленин. Моментальная фотография»

## Экранизации
1. 1910 — Поединок
2. 1914 — Трус
3. 1915 — Гранатовый браслет
4. 1915 — Гувернантка, по рассказу «Впотьмах»
5. 1915 — Олеся
6. 1915 — Яма, режиссёр М. Мартов
7. 1916 — Суламифь
8. 1936 — Первый день, режиссёр Александр Такайшвили
9. 1955 — Белый пудель, режиссёры Марианна Рошаль, Владимир Шредель
10. 1956 — Колдунья — (фр. La Sorcière), режиссёр: Андре Мишель. В главной роли Марина Влади
11. 1957 — Поединок, режиссёр Владимир Петров
12. 1960 — Анафема, режиссёр Сергей Гиппиус
13. 1964 — Гранатовый браслет, режиссёр Абрам Роом
14. 1969 — Девочка и слон, режиссёр Леонид Амальрик
15. 1970 — Олеся, режиссёр Борис Ивченко
16. 1975 — Светлые ожидания, телеспектакль по мотивам рассказов «Телеграфист», «Чёрная молния», «Путешественники».
17. 1982 — Шурочка, режиссёр Иосиф Хейфиц
18. 1984 — Два гусара, режиссёр Вячеслав Криштофович
19. 1984 — И вот пришёл Бумбо…, режиссёр Надежда Кошеверова
20. 1985 — Любимец публики, режиссёры Александр Згуриди, Нана Клдиашвили
21. 1990 — Яма, режиссёр Светлана Ильинская
22. 1990 — Гамбринус, режиссёр Дмитрий Месхиев
23. 1991 — Жертва для императора (по рассказу «Штабс-капитан Рыбников»), режиссёр Роза Орынбасарова
24. 1993 — Желание любви (по мотивам «Впотьмах»), режиссёр Виктор Георгиев
25. 1997 — Брегет, режиссёр Виталий Ованесов
26. 2005 — Мелюзга, режиссёр Владимир Морозов
27. 2007 — Юнкера, режиссёр Игорь Черницкий
28. 2012 — Подпоручикъ Ромашовъ, режиссёр Игорь Черницкий
29. 2014 — Куприн (телесериал), режиссёры Влад Фурман, Андрей Эшпай, Андрей Малюков
30. 2017 — Яма. Наши дни, режиссёр Виталий Манюков